# Gran incendio de Valparaíso
El gran incendio de Valparaíso fue un siniestro que se originó alrededor de las 16:40 (UTC-3) del sábado 12 de abril de 2014 en el sector del camino La Pólvora, en la parte alta de la ciudad de Valparaíso, Chile. Es considerado el  mayor incendio urbano en la historia de Chile, junto al gran Incendio de Viña del Mar ocurrido dos años antes. Las llamas se propagaron bajando los cerros y quebradas en una especie de abanico hacia el noreste, principalmente por el sector de El Vergel Alto afectando barrios y poblaciones completas de la parte alta del sector Almendral de la ciudad, entre los cerros Mariposas, Monjas, La Cruz, El Litre, Las Cañas, Merced, Ramaditas y Rocuant.
El siniestro dejó más de 2900 viviendas destruidas, 12 500 personas damnificadas, 138 víctimas fatales y más de 500 heridos. Toda la ciudad, así como la vecina Viña del Mar, vivió varias jornadas en alerta roja y fue declarada «zona de catástrofe».
Este incendio tiene como antecedente otros dos incendios de gran envergadura registrados también en Valparaíso el 14 de febrero de 2013 en Rodelillo y Placeres, quemando 350 viviendas y afectando a 1200 personas. y posteriormente en el mes de abril en el Cerro Mariposas, quemando 35 viviendas. También como antecedente el 25 de febrero de 2012, un incendio similar azotaría los cerros de Viña del Mar teniendo las mismas consecuencias.
Durante la semana anterior a la catástrofe, se registraron varios incendios forestales en distintos puntos de la parte alta de Valparaíso y Viña del Mar.

## Desarrollo

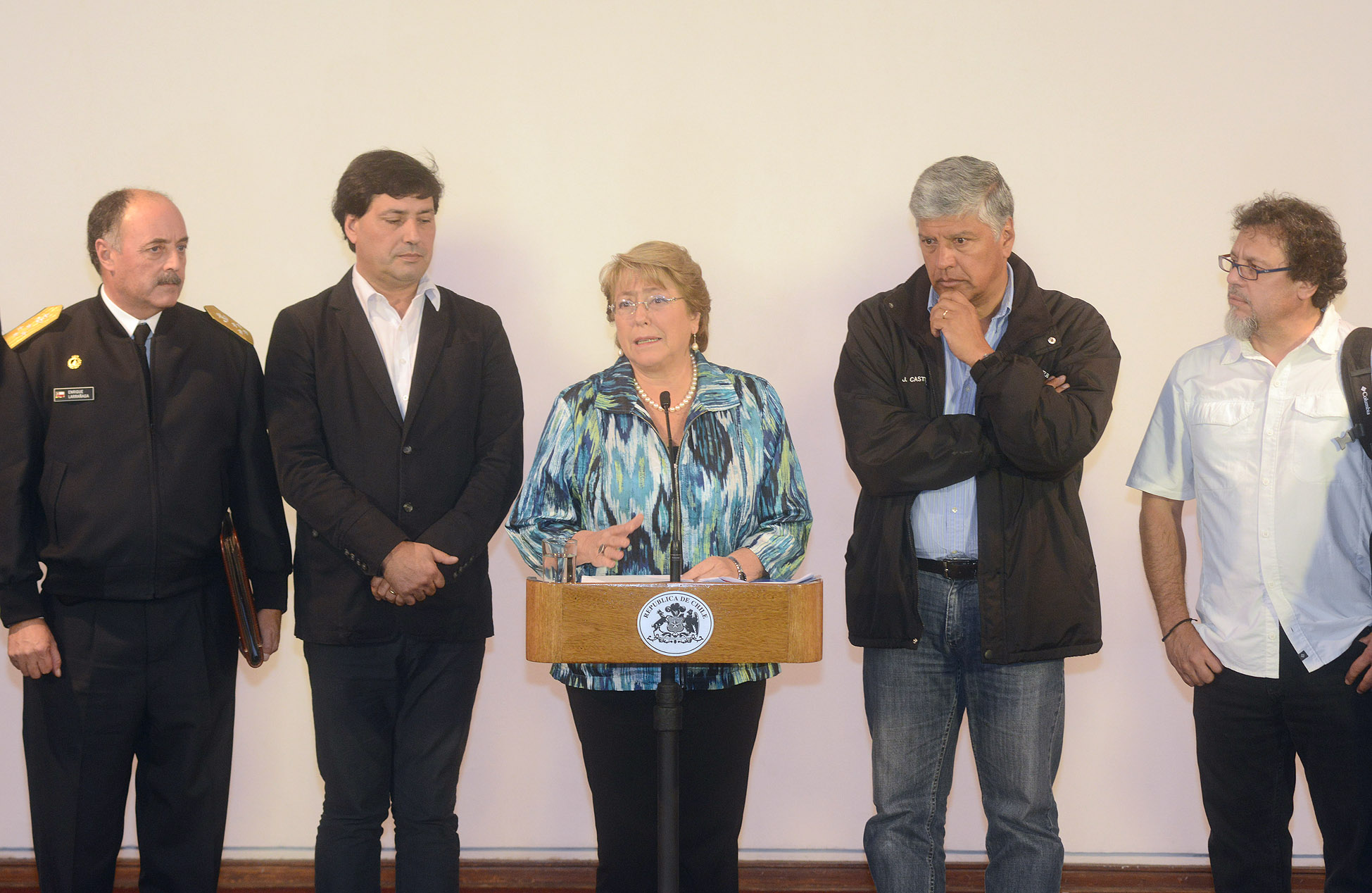
La presidenta Michelle Bachelet realiza declaraciones tras reunión con autoridades locales ante el estado de catástrofe decretado en Valparaíso.

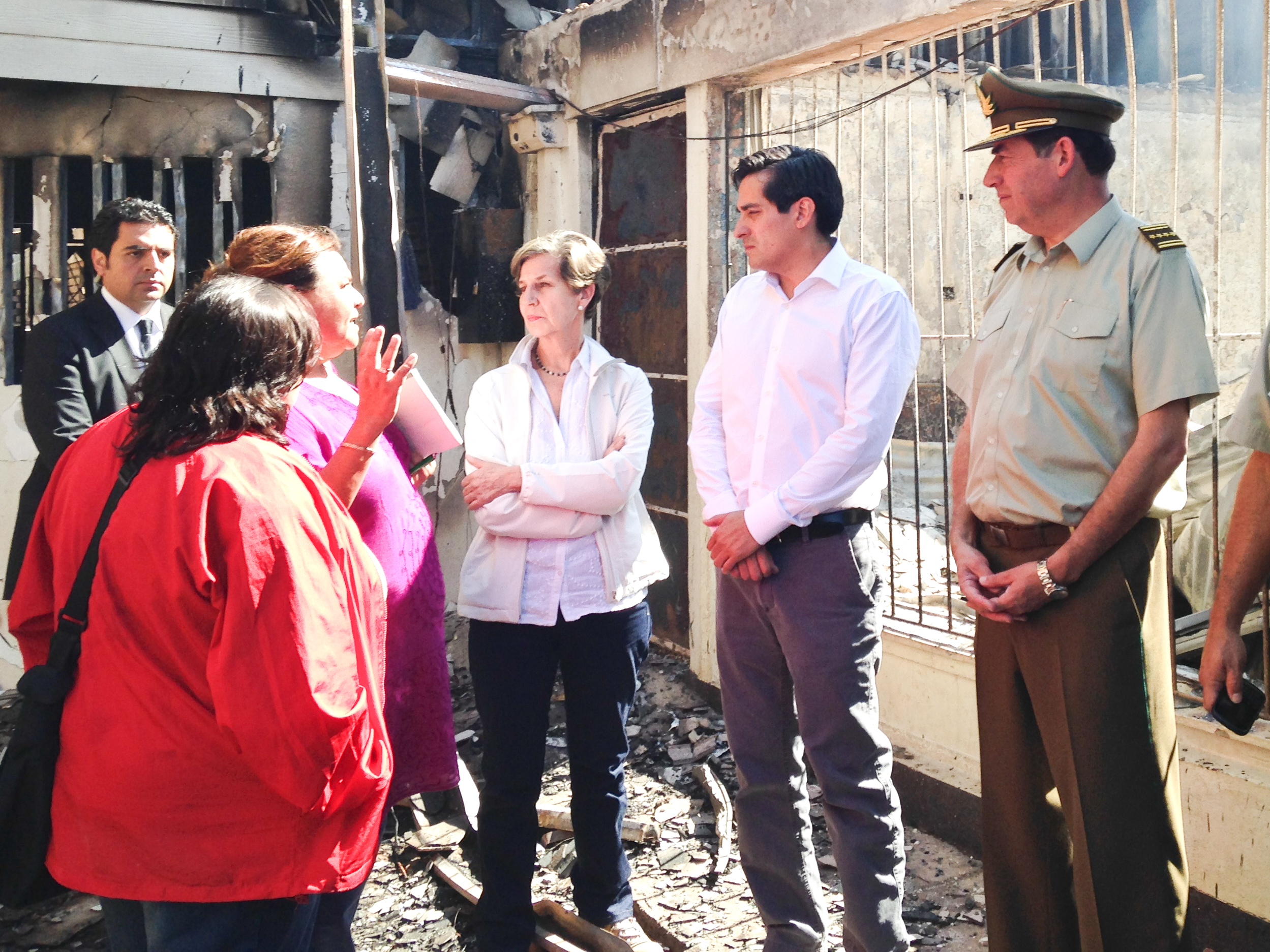
El ministro del Interior y Seguridad Pública, Rodrigo Peñailillo, y la presidenta del Senado, María Isabel Allende, en el sector del cerro Las Cañas, uno de los más afectados.

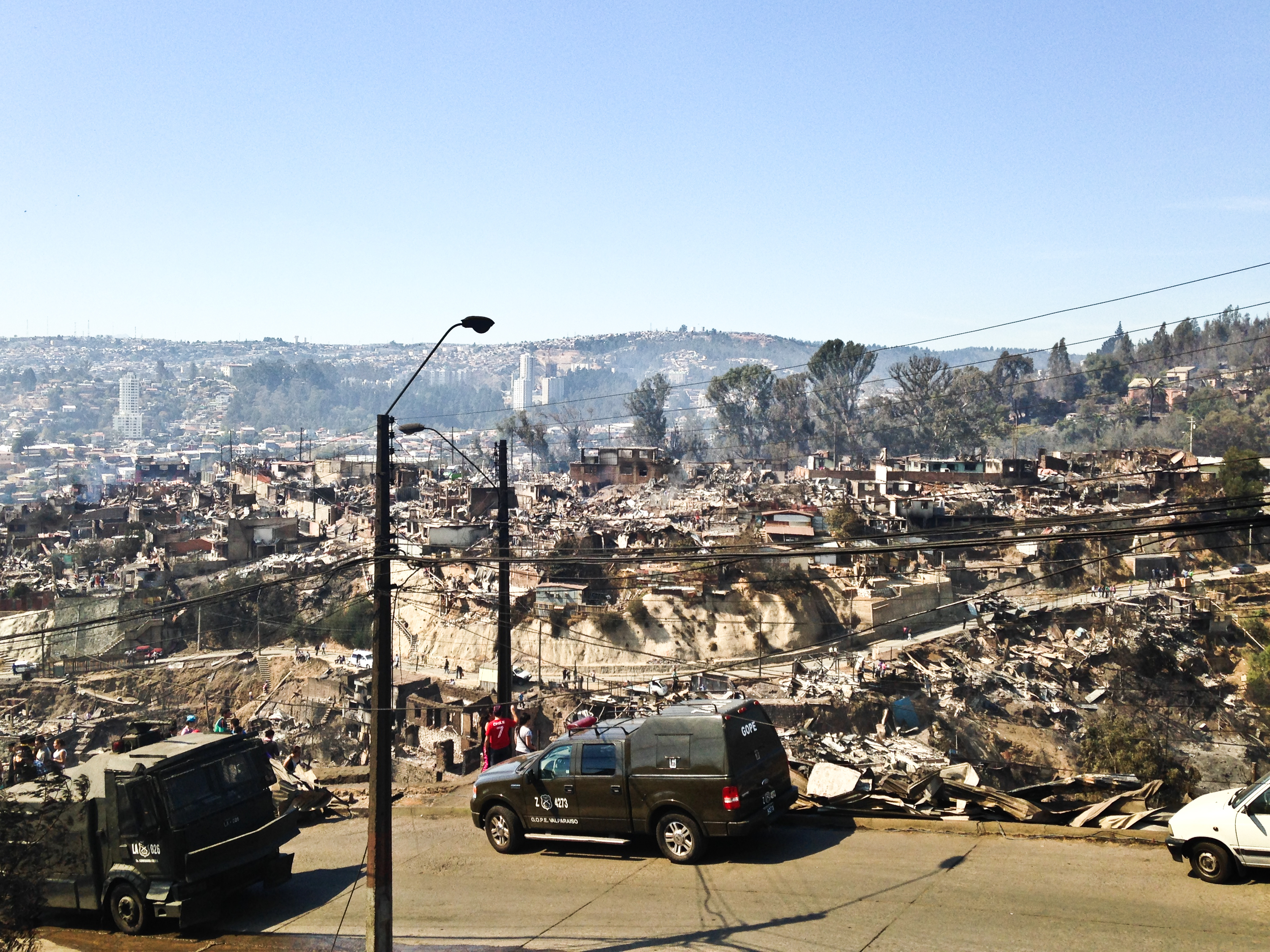
Vista desde el Cerro Las Cañas hacia Merced el día 13 de abril.

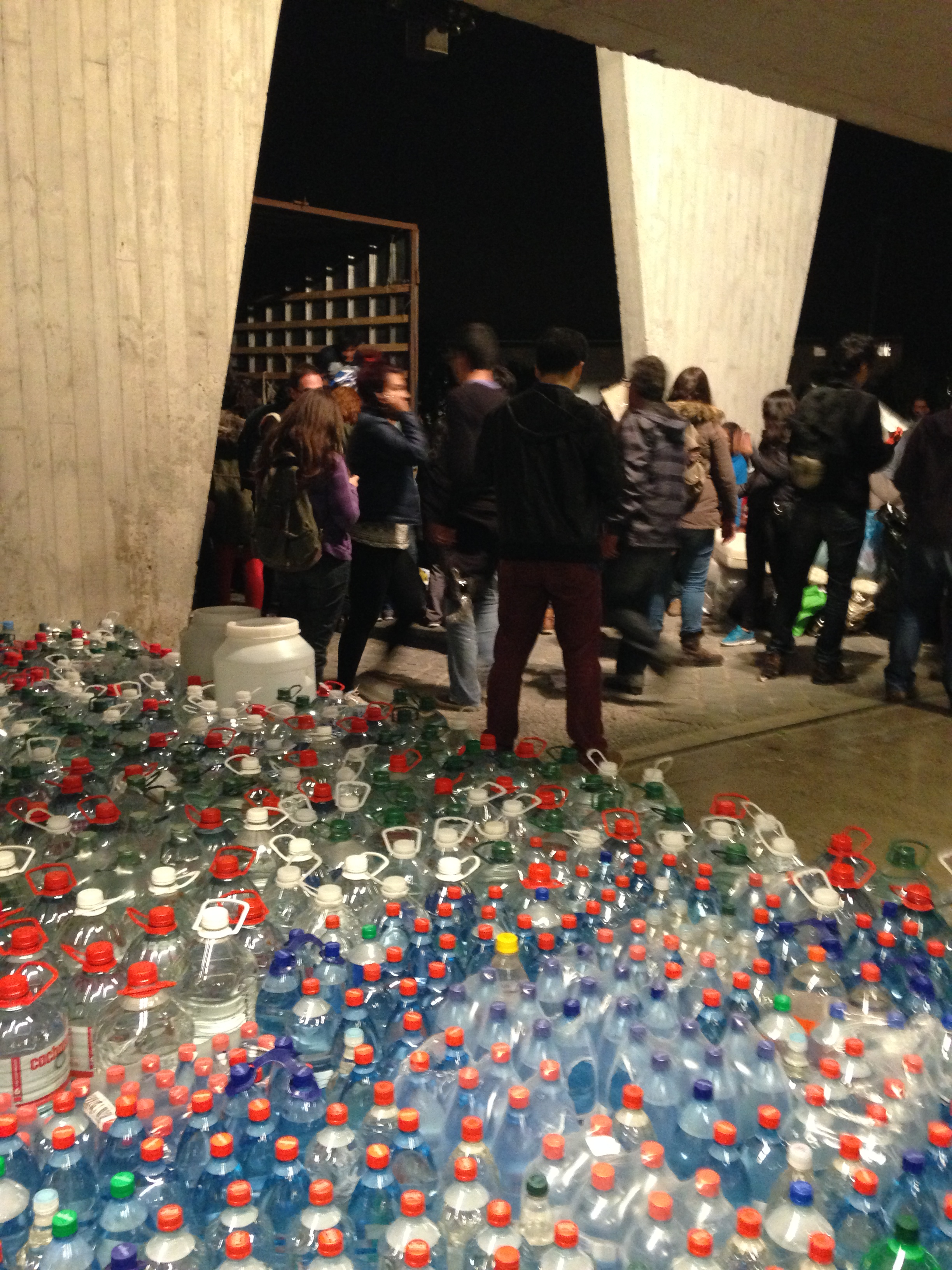
En la ciudad se habilitaron varios centros de acopio para los damnificados.

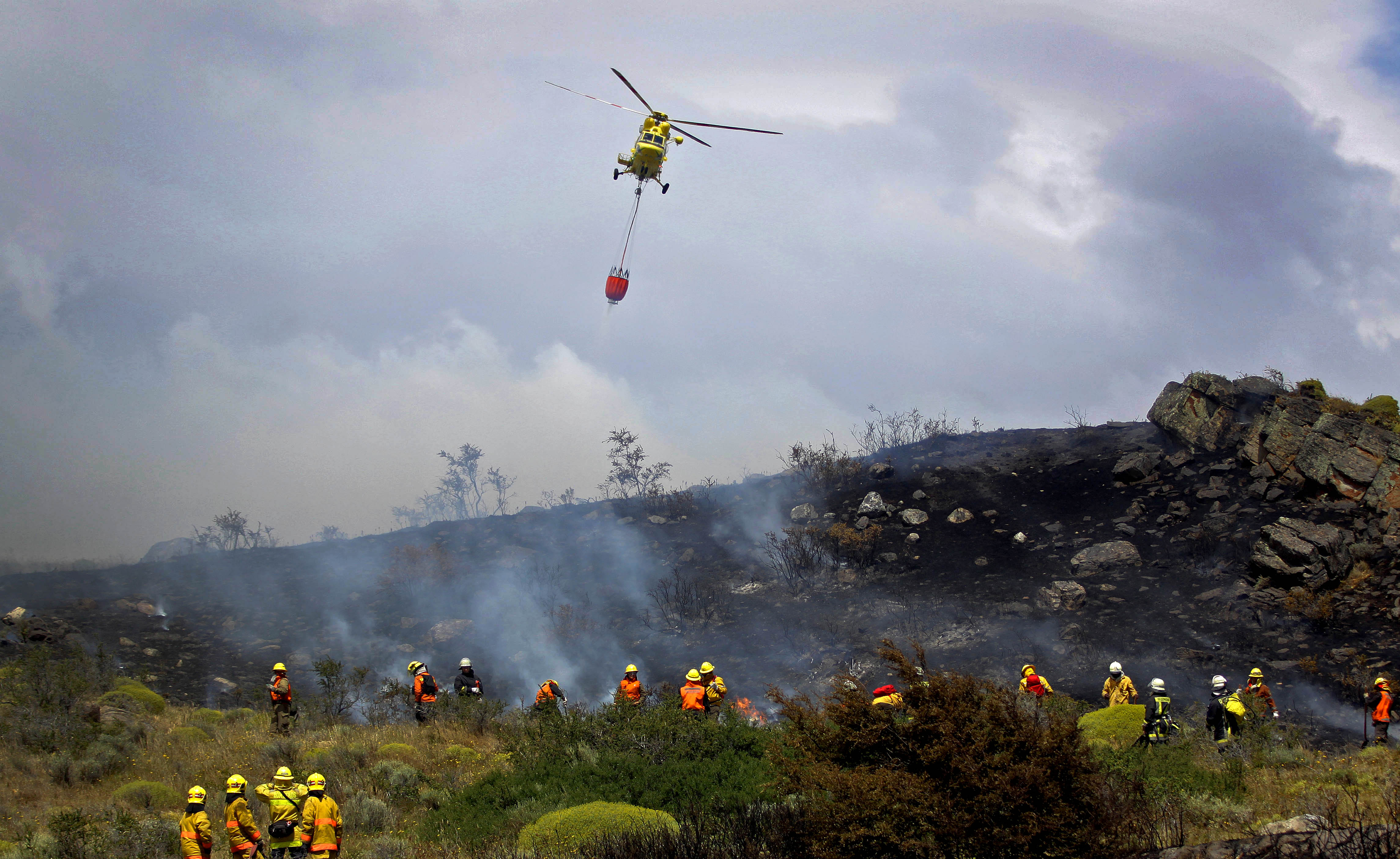
Brigada de CONAF combatiendo las llamas.

El incendio comenzó la tarde del sábado 12 de abril a las 16:40 (hora local) en el sector del camino La Pólvora, más precisamente en el fundo El Peral, contiguo al relleno sanitario "El Molle" en la comuna de Valparaíso. Como medida inicial, la Intendencia Regional de Valparaíso, la Oficina Nacional de Emergencia del Ministerio del Interior (Onemi) y la Corporación Nacional Forestal (Conaf) declararon alerta roja para la comuna; sin embargo, y debido a que el fuego se propagó de manera descontrolada, cruzó la ruta y se dirigió hacia las zonas pobladas de los cerros, el Gobierno chileno decretó zona de catástrofe para la comuna de Valparaíso, ampliándose posteriormente a Estado de Excepción Constitucional. De esta manera, la ciudad pasó al control de las Fuerzas Armadas y de Orden con el fin de resguardar la seguridad de la ciudadanía y el orden público. Personas de varias zonas de la ciudad fueron evacuadas.
De acuerdo a las primeras declaraciones del alcalde de la ciudad, Jorge Castro, los primeros catastros arrojaron como resultado 50 casas destruidas en el área de los cerros porteños; a consecuencia de los primeros heridos, fallecidos y damnificados, el municipio habilitó los primeros albergues y coordinó las primeras ayudas. El fuego siguió propagándose por los cerros debido a los fuertes vientos que corrían desde el océano Pacífico y provocaron un daño mucho mayor; al día siguiente, el edil aseveró que este siniestro era «el peor de la historia de la ciudad». Durante el incendio, hubo al menos seis cortes generales de luz en toda la ciudad, entre las 18:00 y la 01:00 (hora local) del 13 de abril, lo que provocó una mayor dificultad para acabar con el fuego en parte porque las plantas elevadoras de agua potable funcionan con energía eléctrica. Esto también fue aprovechado por algunos delincuentes que robaron en casas damnificadas y sin moradores producto de la evacuación.[cita requerida] También se reportó que muchos residentes de la ciudad sufrieron la inhalación de humo siendo atendidos en la urgencia del Hospital Van Buren. Los cerros La Cruz, El Litre, Las Cañas y Merced fueron los sectores más afectados por las llamas.
La presidenta Michelle Bachelet confirmó que «tal vez sea el peor incendio en la historia de Valparaíso» y no descartó que las cifras de víctimas o daños aumenten a medida que avance la remoción de escombros y se haga un catastro de las casas destruidas; también envió «un mensaje de apoyo a los cientos de familias que han perdido sus hogares, sus enseres y en algunos casos, a sus seres queridos». Además, anunció medidas para proteger a la población de potenciales saqueos.
La Onemi señaló que se habían destruido unas 800 hectáreas de vegetación (de pastizal, matorral y eucalipto) y que doce helicópteros y tres aviones cisterna combatían los focos de fuego que persistían en algunos cerros. En total, según el organismo gubernamental, unos 3500 efectivos de la Corporación Nacional Forestal, Bomberos de Valparaíso, Viña del Mar, Quilpué, Villa Alemana, Zapallar, Quintero, Casablanca, Quillota, La Calera, La Cruz, Puchuncaví, Hijuelas, Putaendo, San Felipe, Llay Llay, Los Andes, Catemú, Papudo, Limache, Olmué, Santa María, El Quisco, Algarrobo, Cabildo, La Ligua, Nogales pertenecientes a la región de Valparaíso; Buin, Colina, Conchalí, Curacaví, Isla de Maipo, Maipú, María Pinto, Metropolitano Sur, Nuñoa, Peñaflor, Puente Alto, Quilicura, Quinta Normal, San Bernardo, San José de Maipo y Santiago pertenecientes a la región Metropolitana; Los Vilos, Rancagua y Talcahuano pertenecientes a la región de Coquimbo, O'Higgins y Biobío, respectivamente; además de Carabineros, las Fuerzas Armadas, personal de los servicios de Salud y de la propia Onemi trabajaban en el combate y control del siniestro. El organismo también ha enviado camiones con colchones, frazadas, agua, mascarillas, carpas y raciones de alimento a los damnificados, quienes permanecen albergados en tres escuelas, una iglesia, sedes de juntas vecinales y otros sitios habilitados como albergues.
Al siniestro en camino La Pólvora se le sumó un segundo foco en el fundo Las Cenizas, por lo cual se solicitó apoyo interregional, para contar con cuatro equipos adicionales. El proceso de extinción ha sido complejo, puesto que el siniestro estalló en una zona de difícil acceso y en la ciudad han soplado fuertes vientos. Hacia las primeras horas de la tarde del domingo 13, Enzo Gagliardo Leiva, Comandante de los Bomberos de Valparaíso señaló que había varios focos de incendio todavía activos. El punto más crítico se encontraba en el Fundo El Pajonal, entre los cerros Merced y Ramaditas, donde aun existían focos que aun no podían controlarse, y que durante la tarde de ese día se reactivaron violentamente dirigiéndose nuevamente hacia los sectores poblados de Ramaditas, Rocuant y Cuesta Colorada, dejando entre las 15 y las 21 horas de ese día más de 100 viviendas destruidas, además de las otras 500 viviendas afectadas. Además hubo una colisión de dos carros de bomberos pertenecientes al Cuerpo de Bomberos Metropolitano Sur, en el intento de llegar a la zona, dejando dos bomberos voluntarios heridos. Y hubo además otra colisión de un taxi colectivo con un camión aljibe perteneciente al Cuerpo de Bomberos de Los Andes en el Cerro Mariposas.
Paralelamente, la sanitaria Esval anunció por la tarde del domingo un corte de emergencia en el suministro de agua en Achupallas, Reñaca Alto, Santa Julia, Villa Dulce Ampliación, Curauma y Placilla de Peñuelas.
Hacia el lunes 14 de abril, unas 21 aeronaves trabajaban en la extinción del incendio. Por otra parte, los encargados de emergencia informaron en la tarde del lunes que se mantenía activo el incendio forestal en el fundo Los Perales. Además, que fueron identificadas tres de las 15 víctimas fatales, la mayoría de las cuales se encontraron en el Cerro Las Cañas.
Por otro lado, el gobierno anunció que entregaría un fondo de $500 millones a la comuna de Valparaíso por emergencia.
El Comandante del Cuerpo Bomberos de Valparaíso Enzo Gagliardo Leiva afirmó por la noche del 16 de abril que no quedaban llamas en los cerros.

## Investigaciones
En una investigación realizada por los Carabineros de Chile llevada a cabo para determinar la causa del incendio forestal, se dijo que el siniestro pudo tener su origen en el área al sur de Camino La Pólvora, y al suroeste del cementerio Parque del Puerto junto al Vertedero El Molle. Funcionarios de ONEMI informaron de que «no hay duda de que el fuego se inició por la intervención de terceros». También se cree que puede haberse originado por un grupo de aves electrocutadas por un cable eléctrico, generando así los destellos iniciales del incendio. Según se informó, la velocidad del viento alcanzó los 70 kilómetros por hora en el momento en que se inició el incendio. Ninguna de las tesis fue descartada ni confirmada.

## Ayudas

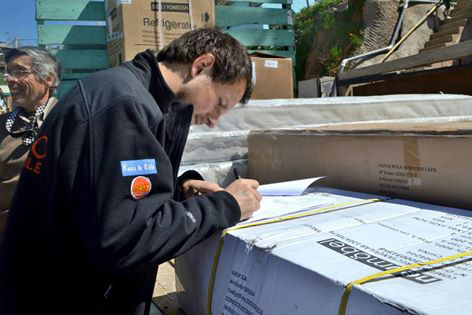
Alexandro Cea, Coordinador Regional de Desafío Levantemos Chile en Valparaíso, entregando ayuda a damnificados del megaincendio que afectó a la ciudad-puerto en 2014.

Tras la tragedia, Chile se movilizó para ayudar a Valparaíso. Unos 15 000 voluntarios trabajaron en los cerros y a ellos se sumaron alrededor de 5000 personas que prestaron asistencia en los nueve albergues y centros de acopio oficiales y de organizaciones no gubernamentales o sin fines de lucro.
La fundación Desafío Levantemos Chile, especialista en catástrofes naturales, fue una de las primeras ONG en hacerse presente en la catástrofe. Además de movilizar cientos de voluntarios, llevó a cabo la construcción de un CESFAM en Cerro Las Cañas, la reconstrucción de dos jardines infantiles y la entrega de herramientas de trabajo a más de 350 microempresarios que perdieron sus fuentes de trabajo entre las llamas. Alexandro Cea, Coordinador Regional de la Fundación en Valparaíso afirmó: «hicimos lo que sabíamos hacer, un puente entre quienes pueden ayudar y quienes necesitan de esa ayuda para salir adelante»
La Cruz Roja lanzó la campaña «Todos con Valparaíso y su gente» para ayudar a los afectados. Otras ONG e instituciones también colaboraron.

## Reacciones internacionales
- Argentina: Debido a que las aeronaves utilizadas para apagar las llamas no llegaban a cubrir todas las zonas afectadas, el gobierno chileno solicitó ayuda internacional. El gobierno de Argentina anunció que se puso a disposición de Chile equipos de trabajo, cascos blancos y aviones hidrantes.[29] El canciller Héctor Timerman expresó a su par chileno las «condolencias y solidaridad argentinas con el pueblo chileno».[34] Los seis aviones hidrantes, un avión observador y 37 brigadistas facilitados por Argentina llegaron a la ciudad cerca de la noche del lunes 14.[35] Operaron desde el aeródromo de Torquemada en Concón.

Red Solidaria y otras ONG y comunidades de chilenos organizaron el 19 de abril un festival solidario llamado Argentina abraza Valparaíso, para enviar ayuda a los damnificados. Se realizó frente a la embajada chilena en Buenos Aires y contó con la participación de varios artistas.
- Brasil: La presidenta brasileña, Dilma Rousseff, expresó a través de un comunicado su «consternación y un profundo pesar» por el siniestro, solidarizando con los damnificados y las familias de las víctimas.[38]
- Bolivia: Evo Morales expresó la solidaridad del gobierno y de los bolivianos con el pueblo chileno por el incendio en Valparaíso.[15]
- Santa Sede: El papa Francisco envió un saludo y sentimientos de solidaridad a los afectados por el incendio.[15]
- Colombia: Colombia, a través de su Ministerio de Relaciones Exteriores, expresó su solidaridad con el pueblo chileno, así como con el Gobierno de Chile. En el mismo comunicado de prensa, Colombia dio sus condolencias a las familias de las víctimas y ofreció el apoyo con el fin de «ayudar al pueblo hermano de Chile para superar los efectos devastadores de este terrible desastre».[39] El equipo consular de Colombia en Chile tiene también contacto con las autoridades chilenas para traer asistencia rápido a sus nacionales que podrían haber sido afectados por el incendio.[40]
- Costa Rica: La presidenta costarricense, Laura Chinchilla, se sumó a las expresiones de solidaridad a los afectados y víctimas enviando un comunicado desde su cancillería, agregando que Chile es «una nación que ha dado muestras de su extraordinaria voluntad de sobreponerse a las adversidades»[41]
- Ecuador: El Gobierno ecuatoriano a través de su canciller, Ricardo Patiño, solidarizó con los chilenos expresando que «Nos duele mucho la tragedia por ese tremendo incendio en Chile. Nuevamente, hermanos, cuenten con nosotros. A sus órdenes.»[41]
- El Salvador: El canciller salvadoreño, Jaime Miranda, a través de un comunicado, declaró que «la nación salvadoreña expresa sus condolencias a las familias de nuestras hermanas y hermanos chilenos que murieron como consecuencia de este voraz incendio».[41]
- España: El presidente del Gobierno español, Mariano Rajoy, expresó su pesar por el incendio, extendiendo sus condolencias a los familiares de las víctimas; además destacó las buenas relaciones entre Chile y España, afirmando que «su dolor es el nuestro. Los españoles nos sentimos especialmente cerca de los chilenos. Con mis sentimientos de mayor consideración y estima».[42]
- México: El presidente mexicano, Enrique Peña Nieto, expresó su pesar por el incendio y ofreció «solidaridad y apoyo» al pueblo chileno.[43]
- Panamá: El gobierno de Panamá manifestó su «tristeza» por el siniestro y entregó frazadas a damnificados.[15]
- Perú: El Estado peruano, a través del ministro de Defensa, Pedro Cateriano, ofreció ayuda a Chile por el incendio. Se comunicó con su homólogo chileno quien le agradeció e indicó que la situación estaba «bajo control». El ministro también ha expresado sus condolencias.[44]
- Uruguay: El presidente uruguayo, José Mujica, envió una nota de «pesar y solidaridad» a través de su cancillería, manifestando su «más profundo aliento» al trabajo de las fuerzas de seguridad y al Gobierno de Chile.[41]